# Колубели
Колубе́ли (бел. Калубелі) — деревня в Кобринском районе Брестской области Белоруссии. Входит в состав Остромичского сельсовета.
По данным на 1 января 2016 года население составило 18 человек в 12 домохозяйствах.

## География
Деревня расположена на юго-восточном берегу реки Мухавец, в 11 км к северо-востоку от города и станции Кобрин, в 55 км к востоку от Бреста, на автодороге М1 Брест-Минск.
На 2012 год площадь населённого пункта составила 0,21 км² (21 га).

## История
Населённый пункт известен с 1890 года. В разное время население составляло:
- 1999 год: 22 хозяйствпа, 34 человека;
- 2005 год: 17 хозяйств, 27 человек;
- 2009 год: 21 человек;
- 2016 год[2]: 12 хозяйств, 18 человек;
- 2019 год[1]: 22 человека.